# Draco spilonotus
Draco spilonotus là một loài thằn lằn trong họ Agamidae. Loài này được Günther mô tả khoa học đầu tiên năm 1872.
Đây là loài thằn lằn đặc hữu của Sulawesi. Loài này được biết đến từ nhiều địa phương khác nhau trong các khu vực có rừng của Sulawesi. 
Màng cánh của con đực có màu vàng và có một mạng lưới các đường màu nâu tỏa ra từ phía trước. 

## Hình ảnh

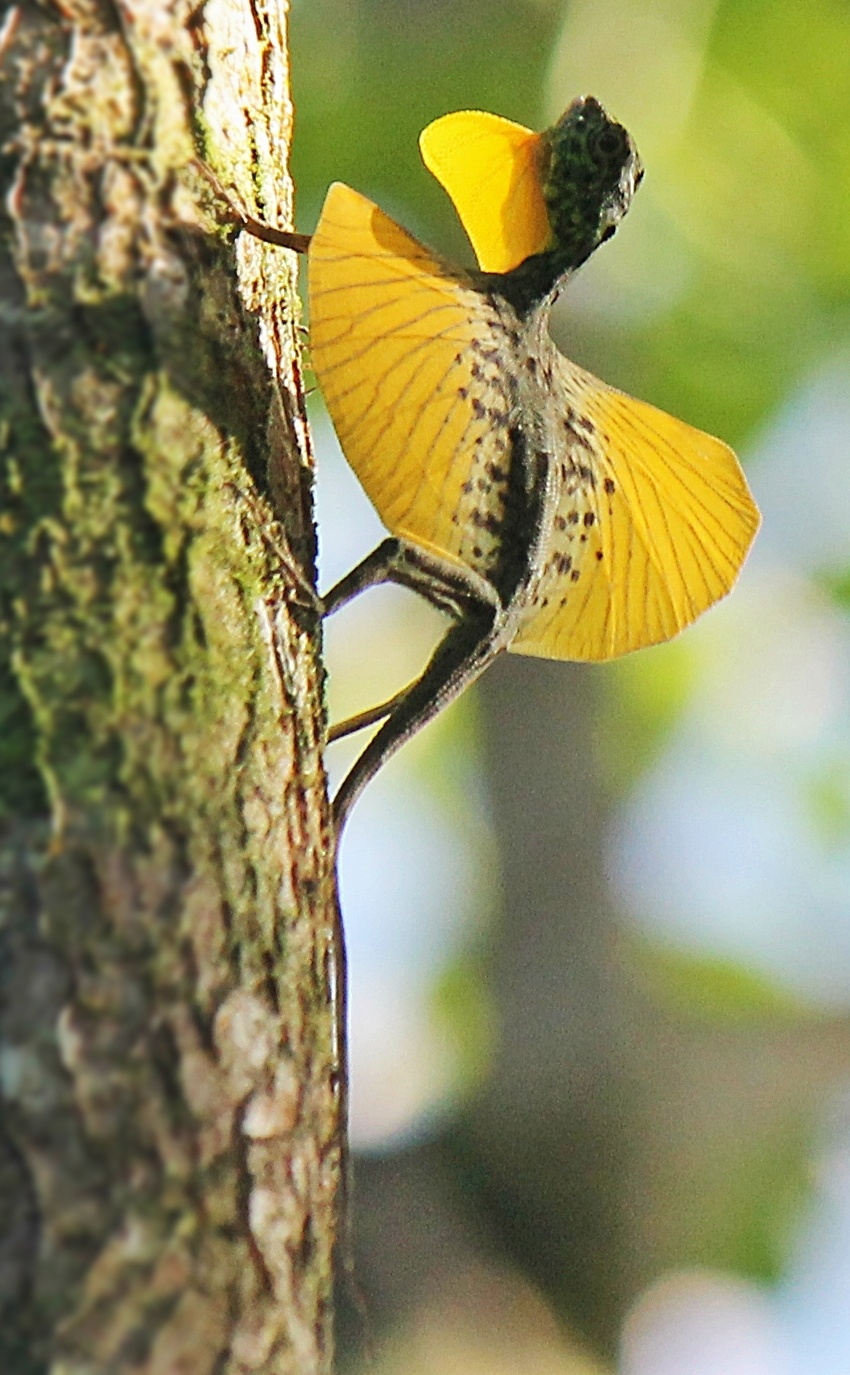